# Mache dich, mein Geist, bereit, BWV 115

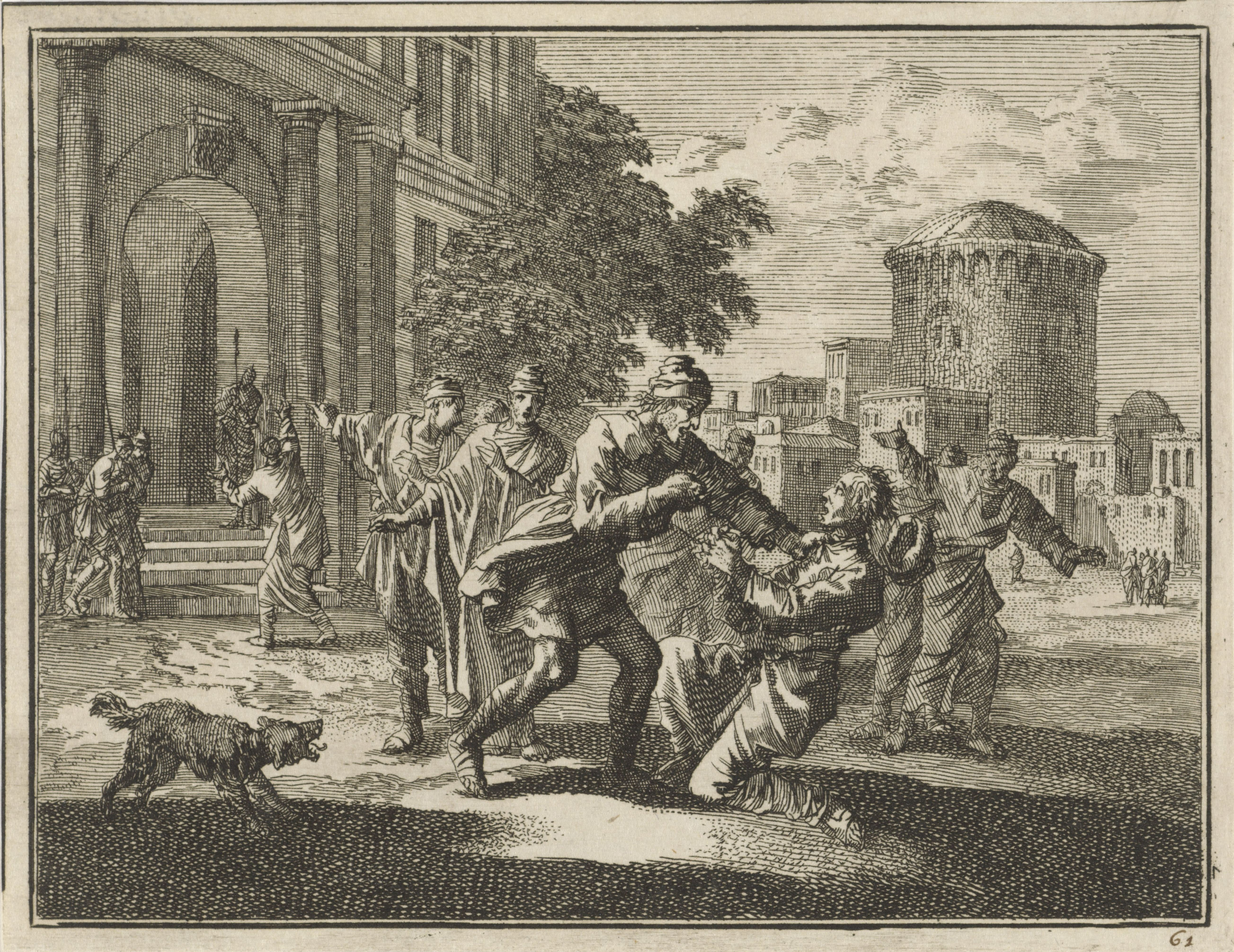
Gleichnis vom Schalksknecht, Radierung von Jan Luyken

Mache dich, mein Geist, bereit (BWV 115) ist eine Kirchen-Kantate von Johann Sebastian Bach. Er komponierte die Choralkantate 1724 in Leipzig für den 22. Sonntag nach Trinitatis und führte sie am 5. November 1724 erstmals auf. Sie basiert auf dem Kirchenlied von Johann Burchard Freystein (1695).

## Geschichte und Worte
Bach komponierte die Kantate 1724 in seinem zweiten Amtsjahr in Leipzig für den 22. Sonntag nach Trinitatis. Die vorgeschriebenen Lesungen für den Sonntag waren Phil 1,3–11 , „Dank und Bitte des Paulus für die Gemeinde in Philippi“, und Mt 18,23–35 , das Gleichnis vom Schalksknecht. Die Kantate basiert auf dem gleichnamigen Kirchenlied in zehn Strophen von Johann Burchard Freystein (1695). Sein Thema, wachsam und bereit zu sein für die Ankunft des Herrn, behandelt einen Teilaspekt des Evangeliums.
Der unbekannte Textdichter behielt die erste und letzte Strophe im Wortlaut bei als Sätze 1 und 6 der Kantate und arbeitete die Binnenstrophen zu einer abwechselnden Folge von Arien und Rezitativen um. Aus Strophe 2 entwickelte er Satz 2, aus Strophen 3 bis 6 Satz 3, aus Strophe 7 Satz 4, wobei er die beiden ersten Zeilen unverändert ließ, und aus Strophen 8 und 9 Satz 5. Das Lied wird zur anonymen Melodie von „Straf mich nicht in deinem Zorn“ (1681) gesungen.
Bach führte die Kantate am 5. November 1724 erstmals auf.

## Besetzung und Aufbau
Die Kantate ist besetzt mit vier Vokalsolisten (Sopran, Alt, Tenor und Bass), vierstimmigem Chor, Horn als Verstärkung des Soprans im Choral, Flauto traverso, Oboe d’amoren, zwei Violinen, Viola, Violoncello piccolo und Basso continuo.
1. Coro: Mache dich, mein Geist, bereit
2. Aria (Alt): Ach schläfrige Seele, wie? ruhest du noch?
3. Recitativo (Bass): Gott, so vor deine Seele wacht
4. Aria (Sopran): Bete aber auch dabei
5. Recitativo (Tenor): Er sehnet sich nach unserm Schreien
6. Choral: Drum so laßt uns immerdar

## Musik
Der Eingangschor ist eine Choralphantasie in Form einer Chaconne. Die Instrumente spielen unabhängige konzertante Kammermusik in drei Stimmen, Flöte, Oboe d’amore und Streicher unisono. Der Sopran singt die Melodie als cantus firmus, die Unterstimmen singen teils homophon, teils in Imitation.
Die Alt-Arie beginnt, wie Klaus Hofmann anmerkt, „als musikalische Schlummerszene, wie sie jeder Oper der Zeit Ehre gemacht hätte“. Der Anfang ist mit Adagio bezeichnet, die Oboe d’amore spielt ein Solo in Siciliano-Rhythmus, der zu einem langen „gleichsam schlafenden Ruheton“ führt. Die Mahnung, wachsam zu sein, wird in einem kontrastierenden Allegro-Teil unterstrichen.
In der Sopran-Arie „Bete aber auch dabei“ spielen Flöte und Violoncello piccolo Kammermusik, in die der Sopran mit „edler Kantilene“ hinzutritt.
Der Schlusschoral ist ein schlichter vierstimmiger Satz mit der Bitte um Wahrheit und Freiheit.

## Einspielungen
LP/CD
- Bach Cantatas Vol. 5 – Sundays after Trinity II. Karl Richter, Münchener Bach-Chor, Münchener Bach-Orchester, Edith Mathis, Trudeliese Schmidt, Ernst Haefliger, Peter Schreier, Dietrich Fischer-Dieskau. Archiv Produktion, 1978.
- J. S. Bach: Das Kantatenwerk, Folge 29 – BWV 115–117, 119. Nikolaus Harnoncourt, Tölzer Knabenchor, Concentus Musicus Wien, Solist des Tölzer Knabenchors, Paul Esswood, Kurt Equiluz, Philippe Huttenlocher. Teldec, 1979.
- Die Bach Kantate Vol. 57. Helmuth Rilling, Gächinger Kantorei, Bach-Collegium Stuttgart, Arleen Augér, Helen Watts, Lutz-Michael Harder, Wolfgang Schöne. Hänssler, 1980.
- J. S. Bach: Cantatas with Violoncello Piccolo. Christophe Coin, Das Leipziger Concerto Vocale, Ensemble Baroque de Limoges, Barbara Schlick, Andreas Scholl, Christoph Prégardien, Gotthold Schwarz. Auvidis Astrée, 1993.
- J. S. Bach: Complete Cantatas Vol. 11. Ton Koopman, Amsterdam Baroque Orchestra & Choir, Lisa Larsson, Annette Markert, Christoph Prégardien, Klaus Mertens. Antoine Marchand, 1999.
- Bach Edition Vol. 11 – Cantatas Vol. 5. Pieter Jan Leusink, Holland Boys Choir, Netherlands Bach Collegium, Marjon Strijk, Sytse Buwalda, Nico van der Meel, Bas Ramselaar. Brilliant Classics, 1999.
- Bach Cantatas Vol. 12: Tooting/Winchester / For the 22nd Sunday after Trinity. John Eliot Gardiner, Monteverdi Choir, English Baroque Soloists, Joanne Lunn, Robin Tyson, James Gilchrist, Peter Harvey. Soli Deo Gloria, 2000.
- J. S. Bach: Cantatas Vol. 27 – Cantatas from Leipzig 1724 – BWV 5, 80, 115. Masaaki Suzuki, Bach Collegium Japan, Susanne Rydén, Pascal Bertin, Gerd Türk, Peter Kooij. BIS, 2003.

DVD
- Johann Sebastian Bach: Mache dich, mein Geist, bereit. Kantate BWV 115. Rudolf Lutz, Chor und Orchester der J. S. Bach-Stiftung, Julia Doyle (Sopran), Elvira Bill (Alt), Julius Pfeifer (Tenor), Sebastian Noack (Bass). Samt Einführungsworkshop sowie Reflexion von Markus Wild. Gallus Media, 2017.[4]